# Каратобе (некрополь)
Каратобе́ (каз. Қаратөбе) — некрополь в Мангистауском районе Мангистауской области Казахстана. Располагается в 30 км к востоку от села Тущыкудык. Памятник истории и культуры Казахстана республиканского значения.

## Описание
Территория некрополя Каратобе представляет собой многоугольник площадью 1,8 га. Внутри размещено 225 памятников. Наиболее ранние из них возникли в XVI веке, однако основная часть датируется XVIII—XX веками.
Наиболее крупное сооружение на территории некрополя — бескупольный мавзолей середины XIX века, расположенный в центральной части. Сооружение является образцом ранней мангистауской архитектуры. Внутренние его стены, в отличие от наружных, не облицованы. Мавзолей примечателен стрельчатой формой входного проёма и ниш на фасадах.
Малые формы памятников представлены кулпытасами, койтасами, сандыктасами (надгробиями в виде каменного ящика) и плоскими плитами. Надгробия отличаются архаичностью исполнения. Наиболее распространёнными материалами являются бурый известняк и песчаник. Преобладают простые формы как самих памятников, так и нанесённых орнаментов. Среди узоров встречаются геометрические (прямоугольники, волнистые линии), астральные (звёзды, полумесяцы), растительные (ветви, листья, почки, цветы) и даже животные (стилизованные рога, подошвы верблюдов) формы.
В числе примечательных памятников — небольшой мавзолей с шестигранным куполом, кулпытас со стилизованным изображением человеческой фигуры, надгробия со стилизованными изображениями оружия и коней, сандыктас с вделанными в переднюю стенку двумя натуральными рогами.
Многие захоронения относятся к казахскому роду адай.

## Охранный статус
Некрополь Каратобе входит в список памятников истории и культуры Казахстана республиканского значения.